# جان مارك بيدو
جان مارك بيدو (بالفرنسية: Jean-Marc Bideau)‏ ولد بتاريخ 8 أبريل 1984 في فرنسا، هو دراج فرنسي.

## روابط خارجية
- جان مارك بيدو على موقع الاتحاد الدولي للدراجات (الإنجليزية)
- جان مارك بيدو على موقع أرشيف الدراجات (الإنجليزية)
- جان مارك بيدو على موقع إحصائيات الدراجات الإحترافية (الإنجليزية)
- جان مارك بيدو على موقع نسبة الدراجات (الإنجليزية)